# ドゥルイド (バンド)
ドゥルイド（Druid）は、1970年代のイングランドのプログレッシブ・ロック・バンドであり、最初は『メロディ・メイカー』誌による1974年の無記名でのバンド・コンテストで優勝したことによって注目を集めた。バンドは『オールド・グレイ・ホイッスル・テスト』に出演し、2枚のアルバムを録音した。彼らのサウンドは特にイエスの影響を受けていた。
ドゥルイドの終焉後、ニール・ブリュワーとデイン・スティーヴンスは、より商業的なアプローチによるネヴァー・ネヴァー・バンド (Never Never Band)を結成した。
チューブウェイ・アーミーでゲイリー・ニューマンを支援した元メンバーのセドリック・シャープリーは、2012年3月13日に心筋梗塞で亡くなった。ベーシストのニール・ブリュワーは、1997年から2000年にかけて子供向けテレビ番組『Rosie and Jim』の3番目のプレゼンターを務めた。

## メンバー
- セドリック・シャープリー (Cedric Sharpley) - ドラム (創設メンバー) ※2012年死去
- ニール・ブリュワー (Neil Brewer) - ベース (創設メンバー)
- デイン・スティーヴンス (Dane Stevens) - ボーカル、ギター (創設メンバー)
- アンドリュー・マックローリー・シャンド (Andrew McCrorie-Shand) - キーボード (1974年加入)

## ディスコグラフィ

### スタジオ・アルバム
- 『太陽に向かって』 - Toward The Sun (1975年、EMI)
- 『幻覚の世界へ』 - Fluid Druid (1976年、EMI)

### シングル
- "Barnaby" / "Kestrel" / "Nothing but Morning" (1976年、EMI)